# Groși, Neamț
Groși este un sat în comuna Brusturi din județul Neamț, Moldova, România.

## Istorie
După moartea marelui domnitor Ștefan cel Mare și Sfânt din anul 1504, Moldova începe să slăbească  din ce în ce mai mult din punct de vedere economico-militar, aceasta ca urmare a certurilor pentru domnie  dintre urmașii marelui domn. Profitând de această situație, popoarele învecinate au început să jefuiască și sa atace Țara Moldovei. Din această cauză oamenii de la șes încep să se retragă treptat spre munți, păduri și spre unele pârâuri mai înguste…spre locuri dosnice, apărându-se astfel mult mai ușor de hoardele barbare, în special de tătarii din Răsărit, din Nistru care atacau frecvent satele moldovenești.
Marele cronicar Grigore Ureche menționa faptul că oastea lui Ștefan cel Mare, trecând de la Cetatea Neamțului spre cetatea Sucevei a întârziat pe valea pârâului Tarzii din cauza viiturilor mari ale acestuia. Așadar, se observă tendința populației din partea de jos a Moldovei  de a se retrage (în jurul anilor 1550-1650), spre văile munților și să formeze acolo noi așezări. Cei de pe Valea Moldovei și a Siretului  au început să se retragă spre pârâul Plesutului (astăzi pârâul Tarziei) ajungând până la așa numitele poieni de la «fagii groși ». Astfel se întemeiază aici o așezare numită Fagii Groși.
Configurația așezării de la Fagii Groși nu a fost întotdeauna pe actuala vatră a satului, el se întindea în sus de Poiana Slatiorii, din punctul numit Dealul Balului până în valea pârâului larg, loc numit și acum «Poienița Olarului ». Fiind un sat destul de răsfirat : se zăreau case și în locul numit « Pomii Vămii », peste pârâu de actualul Canton și pe lângă actualul schit, în punctul numit Tofan. Din spusele lui Dron Vasile, Onofrei Gheorghe și Popa T., în actualul loc Ruiniș ar fi existat mai multe familii, dintre care amintim: fam. Pantuc, fam. Vasian și altele, a căror nume s-au pierdut în negura vremurilor deoarece nu au avut urmași de sex masculin. Din discuțiile cu Olariu V. Ilie (1885-1957) am aflat că bunicul lui după mamă se numea Ilie Balu și a avut casa în deal „la Balu”, în sus de poiana Slatiorii. Părintii stră-străbunicului meu, Ștefan Olariu ar fi venit aici în jurul anului 1750 din zona Lespezi fiind olari de meserie și s-au așezat la « Poienița Olarului» întemeind acolo familii. Au fost și oameni care s-au stabilit aici, trecând munții  din partea Ardealului din cauza asupririi austro-ungarilor, cum ar fi bunicul lui Apopi Gheorghe T., preot ortodox în Ardeal, izgonit din cauza credinței lui.
Într-un manuscris  care a fost citit de Onofrei Gheorghe, Olariu Simion și Dron Vasile, al fostului inspector școlar Focsaneanu V.  de la Brusturi, întocmit  în jurul anului 1780, se dovedea că  așezarea de la Fagii Groși  număra circa  40 de fumuri  și că cele mai vechi au fost familiile : Tofan, Boboc, Luca, Habuc, Onofrei, Apopi, Gavriloaia, Olariu, s.a.
Un alt manuscris care a fost adus de Olariu C. T. în anul 1935, de la curtea boierului Cazanir din comuna Baia, văzut de Onofrei Ghe., Dron V, Olariu S., Boboc Ilisei, Boboc Gavril, Boboc C. precum și de fostul învățător Onofrei V., menționa că în anul 1864  au fost împroprietăriți 64 de clăcași cu o suprafață de 136 fălci de pământ, de către  domnitorul Alexandru Ioan Cuza.

## Întemeietorii bisericii
Din discuțiile cu bătrânii satului, în special cu Boboc S. Ilisei, Antochi N. Dumitru și cu bunicul meu, Olariu C. Gheorghe (1876-1944) rețin că Sfânta noastră biserică a fost construită în anul 1806, de către preotul Cozma împreună cu părintele Vasile, străbunicul lui Popa T. Vasile, pe pământul donat de boierul Slăvescu din com. Baia, cu lemnul obținut  de pe aceste locuri.
Biserica a fost construită pe actuala temelie, însă era cu un acoperiș mult mai jos, cu pridvorul foarte mic, unde erau și clopotele. Intrarea era prin partea de Apus, până în anul 1896-1904, când părintele Onișoru din Boroaia, ajutat de Covataru Costache, un om înstărit din același sat, și de gospodarii satului Groși au înălțat biserica la forma actuala. Au făcut turnul bisericii și clopote noi, au construit pridvorul și intrarea prin partea de sud, iar în partea de vest au mărit naosul, biserica căpătând forma actuala. Tot între anii 1896-1904 a fost construită și catapeteasma actuală de către preotul Sofronie de la Mănăstirea Agapia Veche, care era pictor.  
Printre primii preoți care au slujit la această biserică a fost părintele Onișoru, din jurul anului 1890 până în anul 1910 când a murit și a fost înmormântat în satul sau natal. 
După moartea lui, a venit părintele Varganici Alexandru și a stat până în anul 1920, având și parohia Târzia. După părintele Cozma și pr. Vasile Apopi, care ar fi slujit de la înființarea bisericii din anul 1806 până în anul 1845, la anul 1890 când a venit părintele Onișoru. Cu toată strădania noastră nu mai avem cunoștință ce preoți au mai slujit la aceasta biserică. După moartea părintelui Onișoru în anul 1910 a venit părintele Alexandru Varganici de la Târzia până în anul 1920 când vine fiul sau, părintele Vasile Varganici având și parohia Târzia. Până în anul 1910, la moartea părintelui Onișoru, biserica noastră aparținea parohiei Moisa. În anul 1925 când s-a făcut îndreptarea calendarului era preot părintele Vasile Varganici, iar în anul 1926 a venit părintele Moldovanu de la Moisa, care a slujit până în anul 1936. 
În anul 1928 preotul Moldovanu ajutat de ilustrul învățător Tomegea Vasile de la plasa Boroaia, cu prefectul jud. Baia, Octav Ghilimei de loc tot din Boroaia, cu Gheorghe Horia primarul com. Brusturi, au trecut biserica Sf. Voievozi Mihail și Gavril din Groși precum și biserica Sf. Ioan Botezatorul din satul Poiana, unde era preot Iosif Lupescu, în rândul monumentelor istorice. Acest lucru a fost reconfirmat și în anul 1954 de către Departamentul Cultelor și un delegat al raionului Târgu Neamț, regiunea Bacău  ca monumente istorice. În anul 1936, părintele este numit numit preot în satul Baraști, com. Boroaia iar în locul lui vine preotul Costică Cercel din Moisa, care avea, ca și preotul Moldovanu și parohia Moisa până în anul 1943 când revine la parohie părintele Vasile Varganici, care are și Târzia și sta până în anul 1945 la venirea preotului Cordus Aurelian, de locul lui din com. Sf. Ilie din Suceava, care slujește timp de aproape 50 de ani, până în anul 1994 când iese la pensie de bătrânețe. 
Preotul Corduș a fost absolvent al vestitei facultăți de teologie din Cernăuți fiind numit după terminarea facultății preot în județul Ismail din Basarabia. A cunoscut ororile regimului comunist, a fost strămutat cu familia în iarna anului 1943 la o parohie din județul Bârlad de unde în anul 1945 a venit la biserica noastră și din 1951 și la biserica satului Poiana unde se stabilește cu familia până la moartea sa. Mai menționăm că din luna martie până în luna mai a anului 1944, când oamenii din satul nostru au fost evacuați de armata rusa până în luna septembrie a aceluiași an, la aceasta biserică a slujit preotul Armașu din Basarabia care la slujba Învierii Domnului din anul 1944 a ținut o cuvântare cutremurătoare despre ororile și prigoana comunismului împotriva bisericilor din Bucovina de Nord și din Basarabia precum și de pe teritoriul întregii Rusii.
Ținem să reamintim că în manuscrisul adus de Toader C. Olaru de la curtea boierului Cazanir din Baia în anul 1935 și pe care l-am menționat mai sus, se arată că biserica de la Fagii Groși a fost împroprietărită în anul 1812 de către boierul Slăvescu din com. Baia cu suprafața de 8 fălci de pământ, satul fiind până în anul 1880 pe moșia boierului din Baia. Deci secția bisericii este dată în anul 1812 înainte de  marea împroprietărire.
În anul 1976-1978 preotul Corduș împreună cu inimosul epitrop Ilisei V. Gavril, cu foarte mari sacrificii, izgoniți și persecutați fiind, amenințați chiar și cu pușcăria de către șeful securității jud. Neamț, Polac, au reușit cu ajutorul lui Dumnezeu și al Sfintei Cruci să construiască actuala clopotniță.
În anul 1993 se începe de către preotul Corduș construcția casei de praznice (praznicarul) și se termină în anul 1995 de către preotul Nicolae Axintioi, urmașul preotului Corduș care a slujit din anul 1994 până în toamna anului 1999, când este transferat la biserica din satul Nemțișori, com. Vânători de Neamț. La sfârșitul anului 1999 vine preotul Ovidiu Dediu care slujește la biserica noastră până în anul 2004 când vine actualul preot Maftei Ovidiu.
În anul 2004 sub conducerea preotului Dediu cetățeanul Dron. Ghe. Vasile din Târgu Neamț, fiu al satului Groși, fiul cântărețului bisericesc Ghe. Dron începe refacerea în totalitate a pridvorului bisericii care era foarte vechi și sub conducerea preotului Maftei Ovidiu reușește cu ajutorul lui Dumnezeu să termine acest frumos pridvor al bisericii noastre.